# North Hero Township
North Hero Township är ett township i sydvästra Redwood County i Minnesota. År 2010 hade North Hero Township 161 invånare. Två städer finns i North Hero Township: Revere och Walnut Grove.
North Hero Township bildades 1873 och är uppkallat efter North Hero.